# Neuroangiogenesi
Per neuroangiogenesi si intende la crescita congiunta di nervi e vasi sanguigni. Il sistema nervoso e il sistema circolatorio condividono gli stessi segnali guida e gli stessi recettori della membrana cellulare che consentono questa crescita sincronizzata. Il termine neuroangiogenesi è entrato in uso solo nel 2002 per indicare il processo che precedentemente era noto come pattern neurovascolare. La combinazione di neurogenesi e angiogenesi è una parte essenziale dello sviluppo embrionale e della prima infanzia. Si ritiene che tale processo possa avere un ruolo in alcune patologie, come nell'endometriosi, nei tumori cerebrali e nella malattia di Alzheimer.